# Wioślarstwo na Letnich Igrzyskach Olimpijskich 1956
Wioślarstwo na Letnich Igrzyskach Olimpijskich 1956 w Melbourne rozgrywane było w dniach 23–27 listopada na jeziorze Wendouree. W zawodach wioślarskich wzięło udział 242 zawodników z 25 krajów. Startowali tylko mężczyźni. Rozegrano 7 konkurencji.

## Medaliści
| Konkurencja           | Mężczyźni |
| --------------------- | --------- |
| jedynka               | M1x       |
| dwójka podwójna       | M2x       |
| dwójka bez sternika   | M2-       |
| czwórka bez sternika  | M4-       |
| dwójka ze sternikiem  | M2+       |
| czwórka ze sternikiem | M4+       |
| ósemka ze sternikiem  | M8+       |

| Konkurencja           | Złoto | Srebro | Brąz |
| Jedynka               | ZSRR · Wiaczesław Iwanow | Australia · Stuart MacKenzie | Stany Zjednoczone · Jack Kelly Jr. |
| Dwójka podwójna       | ZSRR · Aleksandr Bierkutow · Jurij Tiukałow | Stany Zjednoczone · Pat Costello · Jim Gardiner | Australia · Murray Riley · Mervyn Wood |
| Dwójka bez sternika   | Stany Zjednoczone · Jim Fifer · Duvall Hecht | ZSRR · Igor Bułdakow · Wiktor Iwanow | Austria · Alfred Sageder · Josef Kloimstein |
| Dwójka ze sternikiem  | Stany Zjednoczone · Dan Ayrault · Conn Findlay · Kurt Seiffert | Niemcy · Karl-Heinrich von Groddeck · Horst Arndt · Rainer Borkowsky                                                                                           | ZSRR · Ihor Jemczuk · Heorhij Żylin · Władimir Pietrow                                                                                               |
| Czwórka bez sternika  | Kanada · Archie MacKinnon · Lorne Loomer · Walter D’Hondt · Donald Arnold                                                                                         | Stany Zjednoczone · John Welchli · John McKinlay · Art McKinlay · Jim McIntosh                                                                                 | Francja · René Guissart · Yves Delacour · Gaston Mercier · Guy Guillabert                                                                            |
| Czwórka ze sternikiem | Włochy · Alberto Winkler · Romano Sgheiz · Angelo Vanzin · Franco Trincavelli · Ivo Stefanoni                                                                     | Szwecja · Olle Larsson · Gösta Eriksson · Ivar Aronsson · Evert Gunnarsson · Bertil Göransson                                                                  | Finlandia · Kauko Hänninen · Reino Poutanen · Veli Lehtelä · Toimi Pitkänen · Matti Niemi                                                            |
| Ósemka                | Stany Zjednoczone · Thomas Charlton · David Wight · John Cooke · Donald Beer · Caldwell Eselstyn · Charles Grimes · Rusty Wailes · Robert Morey · William Beklean | Kanada · Philip Kueber · Richard McClure · Robert Wilson · David Helliwell · Donald Pretty · Bill McKerlich · Douglas McDonald · Lawrence West · Carlton Ogawa | Australia · Michael Aikman · David Boykett · Fred Benfield · Jim Howden · Garth Manton · Walter Howell · Adrian Monger · Brian Doyle · Harold Hewitt |

## Kraje uczestniczące
W zawodach wzięło udział 242 wioślarzy z 25 krajów:
| - Australia (26) - Austria (4) - Belgia (7) - Brazylia (5) - Chile (3) - Czechosłowacja (11) - Dania (7) - Francja (13) - Finlandia (5) - Grecja (1) - Japonia (9) - Jugosławia (1) - Kanada (13) | - Kuba (9) - Meksyk (1) - Niemcy (12) - Nowa Zelandia (8) - Polska (8) - Stany Zjednoczone (26) - Szwecja (9) - Urugwaj (2) - Węgry(4) - Wielka Brytania (12) - Włochy (21) - ZSRR (25) |

## Klasyfikacja medalowa
| Lp. | Państwo           |   |   |   | Razem |
| --- | ----------------- | - | - | - | ----- |
| 1.  | Stany Zjednoczone | 3 | 2 | 1 | 6     |
| 2.  | ZSRR              | 2 | 1 | 1 | 4     |
| 3.  | Kanada            | 1 | 1 | 0 | 2     |
| 4.  | Włochy            | 1 | – | – | 1     |
| 5.  | Australia         | – | 1 | 2 | 3     |
| 6.  | Szwecja           | – | 1 | – | 1     |
|     | Niemcy            | – | 1 | – | 1     |
| 8.  | Finlandia         | – | – | 1 | 1     |
|     | Austria           | – | – | 1 | 1     |
|     | Francja           | – | – | 1 | 1     |